# Mathias Rundgreen
Mathias Rundgreen (21 febbraio 1991) è un fondista norvegese.

## Biografia
Rundgreen, attivo in gare FIS dal dicembre del 2008, ai Mondiali juniores di Otepää 2011 ha vinto la medaglia d'oro nella staffetta.
In Coppa del Mondo ha esordito l'8 marzo 2014 a Oslo (33°), ha ottenuto il primo podio il 6 dicembre 2015 a Lillehammer, classificandosi 2º nella staffetta 4x7,5 km, e la prima vittoria il 24 gennaio 2016 a Nové Město na Moravě, ancora in staffetta. In carriera non ha preso parte né a rassegne olimpiche né iridate.

## Palmarès

### Mondiali juniores
- 1 medaglia:
  - 1 oro (staffetta a Otepää 2011)

### Coppa del Mondo
- Miglior piazzamento in classifica generale: 54º nel 2017
- 3 podi (1 individuale, 2 a squadre):
  - 1 vittoria (a squadre)
  - 1 secondo posto (a squadre)
  - 1 terzo posto (individuale)

#### Coppa del Mondo - vittorie
| Data            | Località             | Nazione   | Spec.                                                                |
| --------------- | -------------------- | --------- | -------------------------------------------------------------------- |
| 24 gennaio 2016 | Nové Město na Moravě | Rep. Ceca | 4x7,5 km (con Sjur Røthe, Martin Johnsrud Sundby e Finn Hågen Krogh) |